# 京都府立医科大学
京都府立医科大学（きょうとふりついかだいがく、英語: Kyoto Prefectural University of Medicine）は、京都府京都市上京区河原町通広小路上る梶井町465番地に本部を置く日本の公立大学。1872年創立、1921年大学設置。略称は府立医大、京府医。

## 沿革

### 年表
- 1872年 - 京都・東山の山麓、粟田口青蓮院（天台宗三門跡の一つ）内に仮療病院を開設。
- 1880年 - 現在地の上京区河原町通広小路上ル梶井町の梶井門跡（同じく天台三門跡の一つ）跡地に療病院を移転。
- 1903年 - 専門学校令による京都府立医学専門学校となる。
- 1921年 - 大学令による旧制京都府立医科大学を設置。大学予科を設置。
- 1952年 - 学校教育法による新制京都府立医科大学となる。
- 1955年 - 医学進学課程を設置
- 1982年 - 日本初の大学病院併設型小児専門病院である小児疾患研究施設（愛称・京都府こども病院）が設立される。
- 2002年 - 医療技術短期大学部を医学部看護学科に改組。
- 2007年 - 大学院医学研究科と保健看護研究科を開設。
- 2008年 - 設置者を京都府立大学と共に京都府公立大学法人京都府公立大学法人へ移行。
- 2014年 - 大学院保健看護研究科から大学院保健看護学研究科へ名称変更。
- 2018年 - 英国エディンバラ大学と、相互留学による臨床研修を行う覚書を締結[1]。大学院保健看護学研究科博士後期課程を設置。
- 2022年 - 大学院医学研究科博士課程に法医臨床医・法歯科医・法医専門医養成コースを設置。大学院医学研究科修士課程に遺伝カウンセリングコースを設置。
- 2024年 - 大学院医学研究科博士課程に北部キャンパス地域医学コースを設置。大学院保健看護学研究科博士前期課程に精神看護専門看護師コースを設置。

| 代                        | 氏名              | 就任日            | 退任日            | 備考              |
| 京都府医学校 校長         | 京都府医学校 校長 | 京都府医学校 校長 | 京都府医学校 校長 | 京都府医学校 校長 |
| ------------------------- | ----------------- | ----------------- | ----------------- | ----------------- |
| 1                         | 萩原三圭          | 1879年4月         | 1881年9月         |                   |
| 2                         | 半井澄            | 1881年9月         | 1886年6月         |                   |
| 3                         | 猪子止戈之助      | 1887年1月         | 1899年7月         |                   |
| ‐                         | （加門桂太郎）    | 1899年7月         | 1899年9月         | 校長事務取扱      |
| 4                         | 加門桂太郎        | 1899年7月         | 1900年5月         |                   |
| 5                         | 島村俊一          | 1900年5月         | 1903年            |                   |
| 京都府立医学専門学校 校長 |                   |                   |                   |                   |
| 1                         | 島村俊一          | 1903年            | 1910年3月         |                   |
| 2                         | 望月惇一          | 1910年3月         | 1914年10月        |                   |
| 3                         | 工藤外三郎        | 1914年10月        | 1917年7月         |                   |
| 4                         | 小川瑳五郎        | 1917年7月         | 1921年            |                   |
| 京都府立医科大学 学長     |                   |                   |                   |                   |
| 1                         | 小川瑳五郎        | 1921年            | 1926年8月         |                   |
| 2                         | 浅山忠愛          | 1926年8月         | 1936年7月         |                   |
| 3                         | 角田隆            | 1936年7月         | 1939年8月         |                   |
| 4                         | 常岡良三          | 1939年8月         | 1942年8月         |                   |
| 5                         | 中村登            | 1942年8月         | 1945年7月         |                   |
| ‐                         | （越智真逸）      | 1945年7月         | 1945年9月         | 学長事務取扱      |
| 6                         | 越智真逸          | 1945年            | 1946年2月         |                   |
| 7                         | 勝義孝            | 1946年2月         | 1953年9月         |                   |
| 8                         | 片岡八束          | 1953年9月         | 1956年2月         |                   |
| ‐                         | （緒方洪平）      | 1956年2月         | 1956年2月         | 学長事務代理      |
| 9                         | 望月成人          | 1956年2月         | 1959年2月         |                   |
| ‐                         | （細田孟）        | 1959年2月         | 1959年3月         | 学長事務代理      |
| 10                        | 弓削經一          | 1959年3月         | 1962年3月         |                   |
| 11                        | 中村文雄          | 1962年3月         | 1967年3月         |                   |
| 12                        | 吉村寿人          | 1967年3月         | 1969年7月         |                   |
| ‐                         | （丸本晋）        | 1969年7月         | 1971年7月         | 学長代行          |
| 13                        | 中村恒男          | 1971年7月         | 1973年3月         |                   |
| 14                        | 佐野豊            | 1973年4月         | 1979年3月         |                   |
| 15                        | 水越治            | 1979年4月         | 1982年3月         |                   |
| 16                        | 佐野豊            | 1982年4月         | 1988年3月         |                   |
| 17                        | 藤田晢也          | 1988年4月         | 1994年3月         |                   |
| 18                        | 栗山欣彌          | 1994年4月         | 2000年3月         |                   |
| 19                        | 井端泰彦          | 2000年4月         | 2006年3月         |                   |
| 20                        | 山岸久一          | 2006年4月         | 2011年3月         |                   |
| 21                        | 吉川敏一          | 2011年4月         | 2017年3月         |                   |
| 22                        | 竹中洋            | 2017年4月         | 2023年3月         |                   |
| 23                        | 夜久均            | 2023年4月         | 現職              |                   |

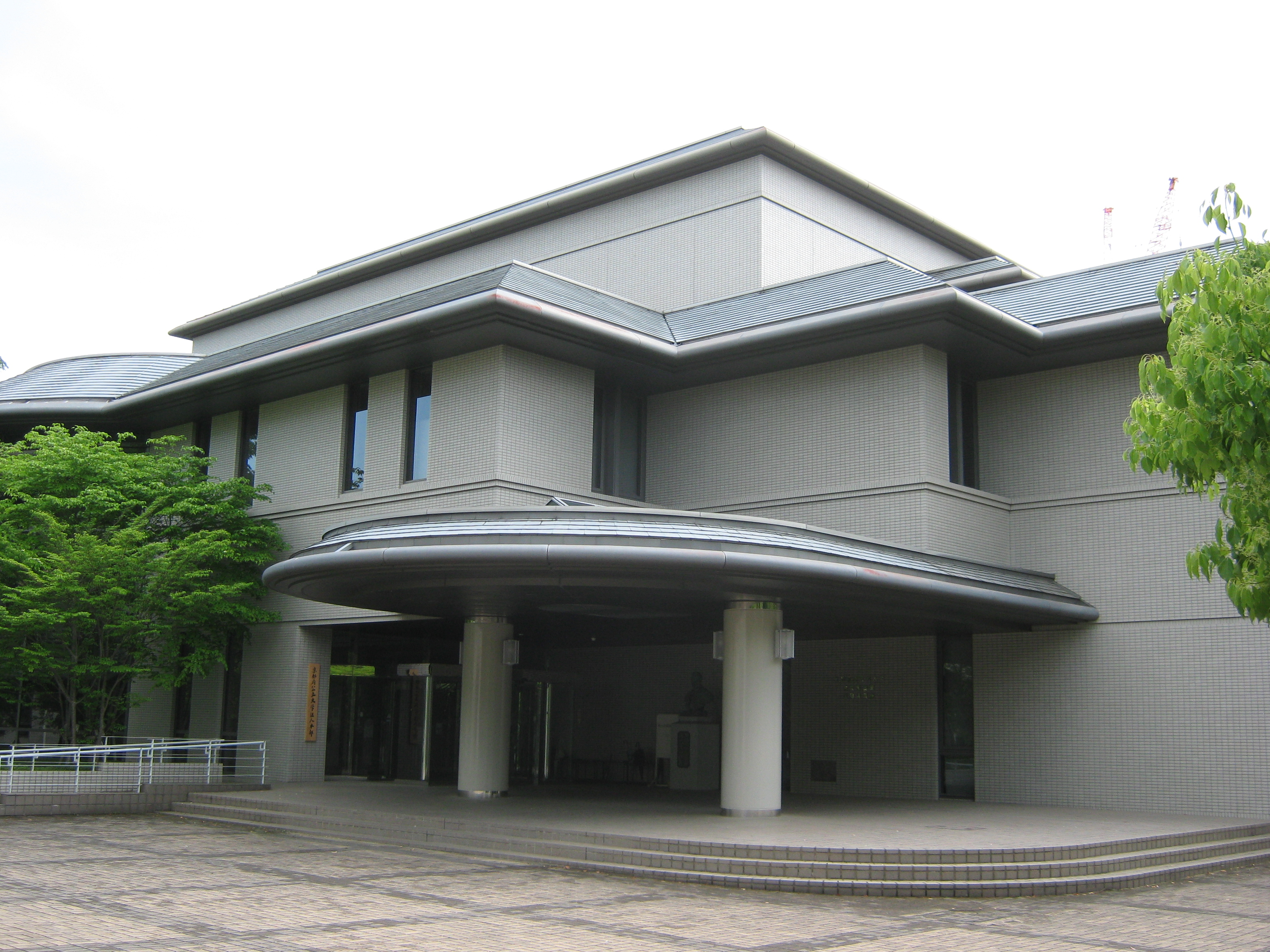
附属図書館（京都市上京区）

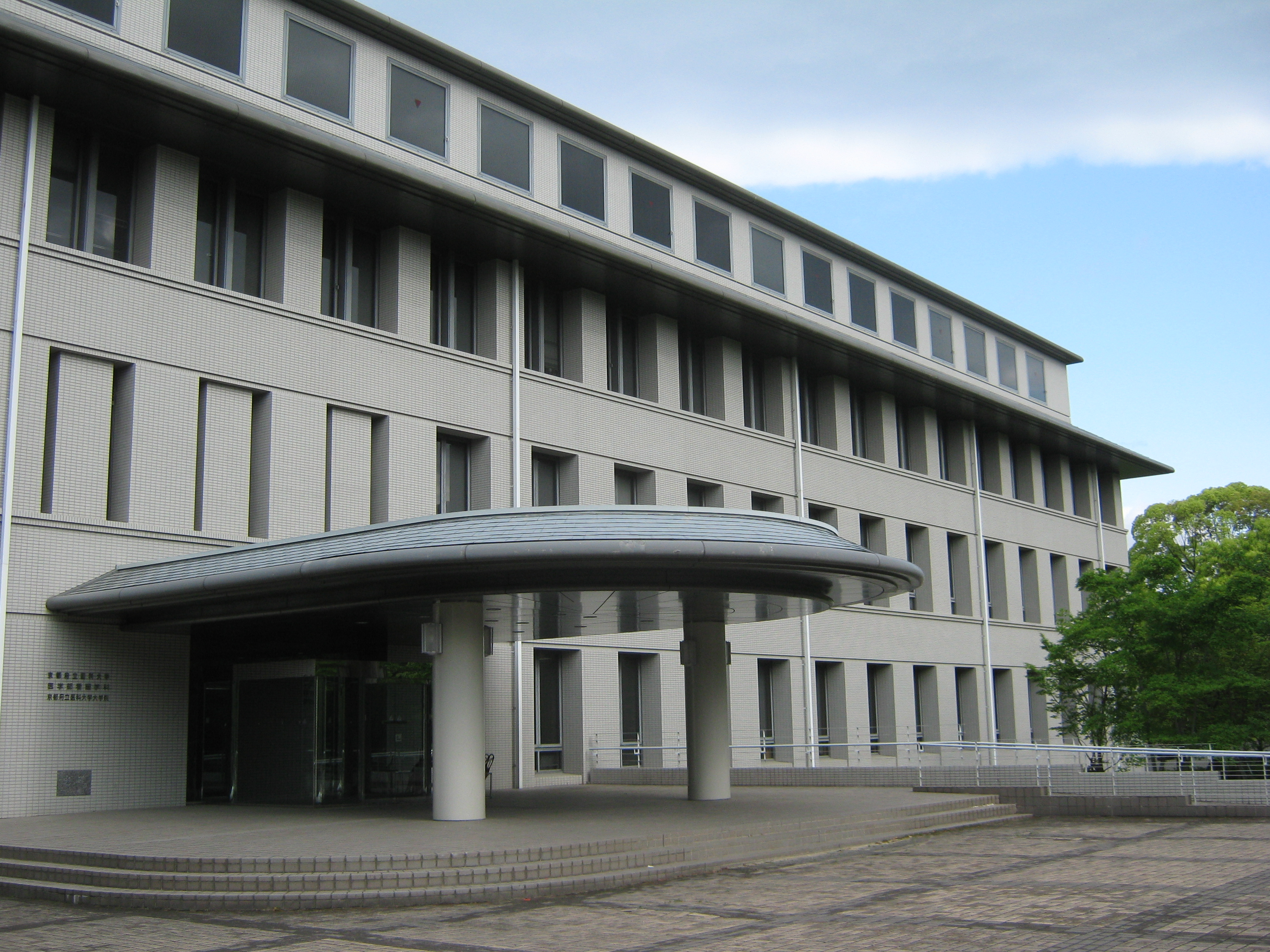
看護学学舎（京都市上京区）

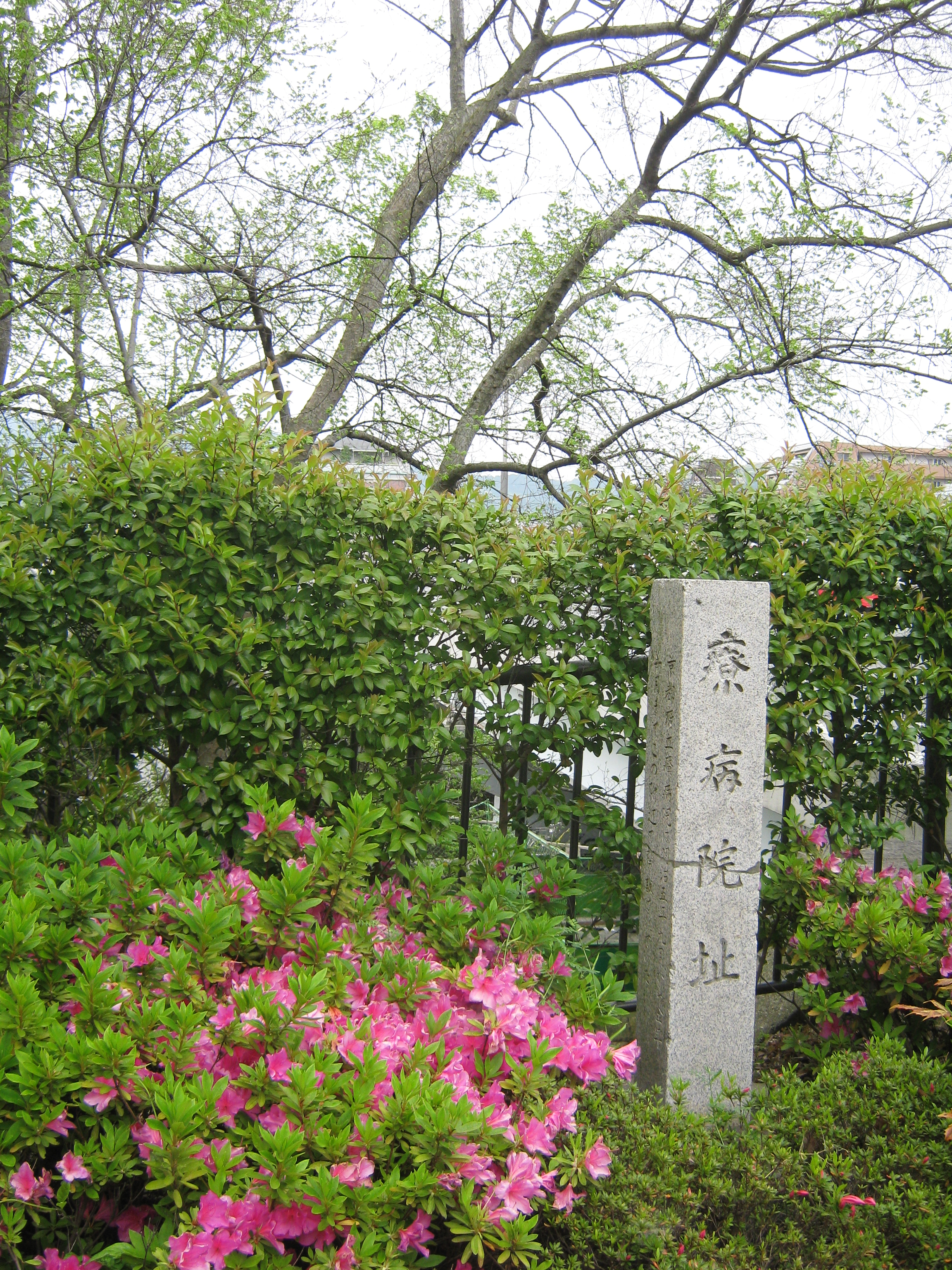
療病院跡（京都市中京区御池大橋西詰）

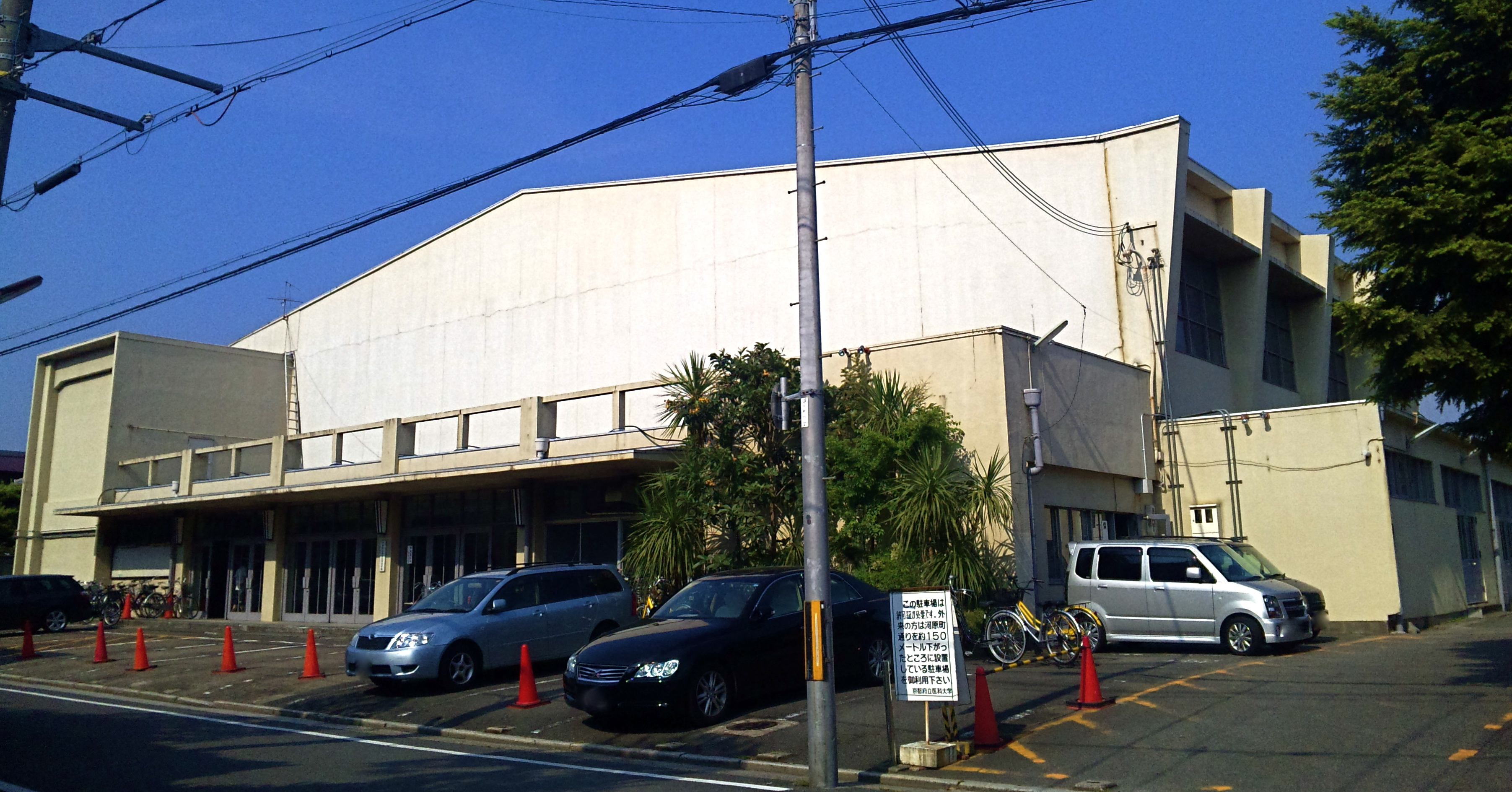
京都府立医科大学体育館
1958年（昭和33年）、立命館大学体育館として鴨川畔に竣工。設計は昭和を代表するモダニズム建築家・富家宏泰である。竣工パンフレットによれば、体育館東側にほぼ同面積の増築が予定されており、現在の玄関上部にある凹み部分は、全体構想完成時には二階観覧席になる予定であった。

- 校長事務取扱は、校長空席時のみ氏名を括弧書きで記載した。
- 学長事務取扱、学長事務代理、学長代行は、学長空席時のみ氏名を括弧書きで記載した。
- 加門桂太郎は、1899年7月〜1899年9月に校長事務取扱を務めたのち、校長に昇任したが、出典に校長就任日が記されておらず、1899年9月か1899年10月か判断できなかったため「1899年」と記載している。
- 越智真逸は、1945年7月〜1945年9月に学長事務取扱を務めたのち、学長に昇任したが、出典に学長就任日が記されておらず、1945年9月か1945年10月か判断できなかったため「1945年」と記載している。
- 竹中洋の学長選考に関して規定の見直しを求めて教職員から要望書が提出された[2]。

## 基礎データ

### 所在地
- 河原町キャンパス（京都府京都市上京区河原町通広小路上る梶井町465）
- 広小路キャンパス（京都市上京区清和院口寺町東入中御霊町410）
- 下鴨キャンパス（京都府京都市左京区下鴨半木町1-5）
- 附属北部医療センター（与謝キャンパス）（京都府与謝郡与謝野町字男山481）

## 教育および研究

### 組織

#### 学部
- 医学部
  - 医学科
  - 看護学科[3]
    - 地域看護学選択（保健師コース）（3年次選択・選抜）
    - 助産学選択（助産師コース）（3年次選択・選抜）

#### 研究科
- 医学研究科
  - 医科学専攻（修士課程）[3]
  - 統合医科学専攻（博士課程）[3]
- 保健看護学研究科（博士前期課程）[4]
  - 保健看護学専攻
- 保健看護学研究科（博士後期課程）[4]
  - 基盤実践保健看護学分野
  - 広域実践保健看護学分野

#### 附属機関
- 研究質管理センター
- 国際学術交流センター
- 附属図書館
- 総合情報センター
- 附属病院
  - 京都府立医科大学附属病院
  - 京都府立医科大学附属北部医療センター
- 最先端がん治療研究センター
- 小児医療センター
- 附属脳・血管系老化研究センター
- 医療センター
- 看護実践キャリア開発センター
- 京都府立医大アイバンク
- ワークライフバランス支援センター
- 教育センター
- 全人的医療人材育成・研究センター
- 保健管理センター

## 学生生活

### 学園祭
「トリアス祭」と呼ばれる学園祭が例年、創立記念日の11月1日前後に行われる。主に医学科3回生と看護科2回生から組織されるトリアス祭実行委員会が主催している。

### スポーツ
年に一度東京慈恵会医科大学と交流戦がある。

## 大学関係者と組織

### 大学関係者一覧
- 京都府立医科大学の人物一覧

## 施設

### キャンパス

#### 河原町キャンパス
- 使用学部：医学部医学科、看護学科
- 使用研究科：大学院医学研究科
- 使用附属施設：附属病院
- 交通アクセス：
  - 京都市バス・京都バス「府立医大病院前」下車すぐ。
  - 京阪鴨東線「神宮丸太町駅」下車、徒歩約10分。
  - 京阪鴨東線「出町柳駅」下車、徒歩約15分。
  - 京都市営地下鉄烏丸線「丸太町駅」下車、徒歩約20分。

河原町キャンパスは附属病院に併設し、東側には鴨川が流れ、西側には河原町通が位置する。キャンパス内には教育施設のほか、カフェ、レストラン、郵便局、コンビニエンスストアなどが設けられている。

#### 広小路キャンパス
- 使用学部：医学部看護学科
- 使用研究科：大学院保健看護学研究科
- 使用附属施設：附属図書館
- 交通アクセス：
  - 京都市バス・京都バス「府立医大病院前」下車すぐ。
  - 京阪鴨東線「神宮丸太町駅」下車、徒歩約10分。
  - 京阪鴨東線「出町柳駅」下車、徒歩約15分。
  - 京都市営地下鉄烏丸線「丸太町駅」下車、徒歩約20分。

河原町キャンパスの西側、河原町通を隔てた位置に広小路キャンパスが存在する。看護学科の授業が行われる看護学学舎や附属図書館がキャンパス内に設けられている。

## 対外関係
オクラホマ大学、エディンバラ大学、リーズ大学、マーストリヒト大学、チュラロンコン大学、シンガポール国立大学、翰林（ハルリム）大学、ロス・アンデス大学の8大学へ医学生を派遣し臨床実習を行っている。また、看護学生はゴールドコーストで海外研修を行う。

## 社会との関わり

### 論文をめぐる疑義
- 同医大の松原弘明教授を中心とする研究チームが、降圧剤「バルサルタン」に関する論文3通を2009年から2012年にかけて、臨床研究を経て発表したが、この論文について日本循環器学会が「重大な問題がある」として疑義を表明し、撤回。大学側は捏造であることは否定したものの、2013年3月1日付で検証チームを発足させると共に、松原教授が辞任した[7][8]。その後、松原の研究チームが2011年から2012年にかけ海外の専門誌に発表した論文3本について、全面的に撤回されていたことが判明し、多数の患者を対象とした大規模臨床研究の結果が全く後世に残らない結果となった[9]。
  - また、この問題に関連し、製薬会社・ノバルティスファーマの社員が身分を隠して臨床研究に参加し、論文作成にも関与していたことが明らかとなり、これを受け同大学は同年5月23日に、ノバルティスファーマとの取引を停止した[10]。
- 上記の他にも、松原元教授が関与した14論文の計52カ所で、画像を改竄するなどの不正があったことが明らかになっている。

## Wiki関係他プロジェクトリンク
- ウィキメディア・コモンズ (Wikimedia Commons)
  - 京都府立医科大学
- ウィキブックス (Wikibooks)
  - 京都府立医科大対策